# Підводні човни типу «Арудж»
Підводні човни типу «Арудж» (англ. Oruç Reis-class submarine) або типу 611 (англ. P 611 class) — клас військових кораблів з 4 малих підводних човнів, що випускалися британською суднобудівельною компанією Vickers-Armstrongs. Цей тип човнів виготовлявся на замовлення турецьких ВМС під назвою «Арудж-реїс», «Мурат-реїс», «Бурак-реїс» і «Улуч Алі-реїс» відповідно. Втім, через початок Другої світової війни субмарини цього типу були реквізовані британським адміралтейством та включені до складу Королівського військово-морського флоту Великої Британії та брали участь у Другій світовій війні. HMS P615 загинув унаслідок торпедної атаки німецького човна U-123. Решта ПЧ тип 611 в міру насичення підводного флоту Великої Британії сучасними підводними човнами передавалися турецькому флоту, де ставали на озброєння. 1957 році усі три турецькі човни були списані та розібрані на брухт.

## Підводні човни типу «Арудж»
Позначення
| № | Назва у ВМФ Великої Британії | Назва у ВМС Туреччини | На честь      | Закладено      | Спущено          | У строю британського флоту | У строю турецького флоту | Статус                                                                                                 |
| - | ---------------------------- | --------------------- | ------------- | -------------- | ---------------- | -------------------------- | ------------------------ | --- |
| 1 | P614                         | Burak Reis            | Бурак-реїс    | 24 травня 1939 | 19 жовтня 1940   | 10 березня 1942            | 17 січня 1946            | 1957 році списаний на брухт                                                                            |
| 2 | P612                         | Murat Reis            | Мурат-реїс    | 24 травня 1939 | 20 липня 1940    | 7 січня 1942               | 16 травня 1942           | 1957 році списаний на брухт                                                                            |
| 3 | P611                         | Oruç Reis             | Арудж-реїс    | 24 травня 1939 | 19 липня 1940    | 1 грудня 1941              | 9 травня 1942            | 1957 році списаний на брухт                                                                            |
| 4 | P615                         | Uluç Ali Reis         | Улуч Алі-реїс | 30 жовтня 1939 | 1 листопада 1940 | 3 квітня 1942              | —                        | 18 квітня 1943 року загинув унаслідок торпедної атаки німецького човна U-123 біля берегів Сьєрра-Леоне |